# Alpinism utilitar

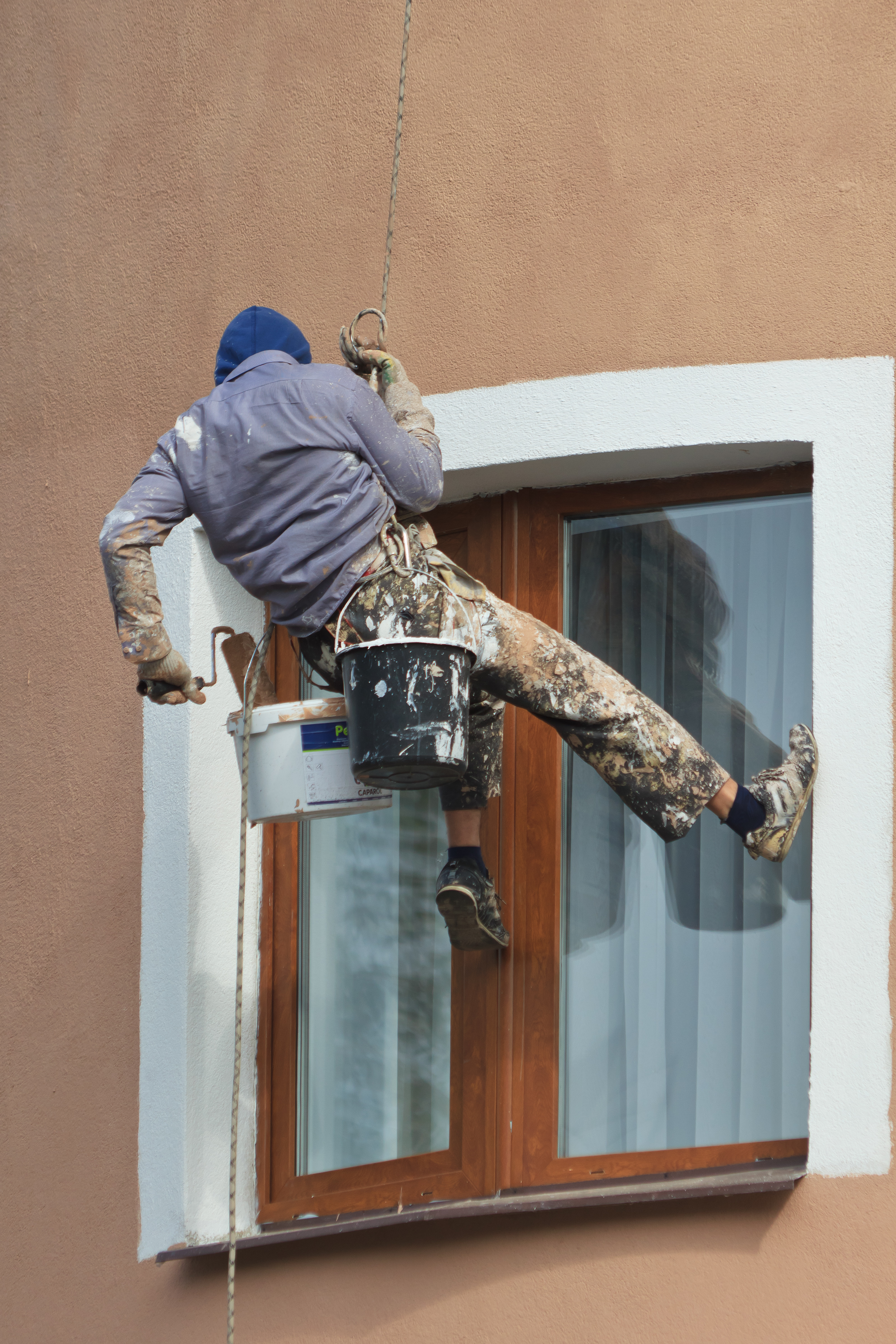
Vopsirea unei fațade de clădire; de remarcat lipsa unor elemente de protecție: cască, carabinieră, bocanci speciali etc.

Alpinismul utilitar reprezintă acel sector de activitate care constă în special în ascensiunea sau coborârea pe clădiri sau orice altă structură cu acces dificil (turnuri, antene, macarale etc.), utilizând echipamentul de alpinism și având ca scop efectuarea unor intervenții.
O altă aplicație a alpinismului utilitar o constituie realizarea chipului lui Decebal, cea mai înaltă sculptură în piatră din Europa.

## Avantajele alpinismului utilitar
- alpiniștii utilitari pot ajunge în locuri greu accesibile
- nu este necesar spațiu liber în punctul de lucru, spre deosebire de metodele clasice care utilizează schele sau aparate mecanice de ridicat;
- timpul redus de instalare și de dezinstalare;
- capacitatea de a efectua o gamă largă de lucrări.

## Categorii de lucrări și servicii
- construcții
  - reparații, montaje, inspecții structuri și elemente de structură;
  - zugrăveli, vopsiri și renovare fațade;
  - curățare ferestre și fațade de sticlă;
  - montări antene, piloni, stâlpi, paratrăznete.
- geotehnică și inginerie civilă:
  - consolidări maluri de pământ;
  - instalare parazăpezi;
  - montaj și întreținere plase de protecție pe versanți stâncoși;
  - ancorarea rocilor.
- publicitate outdoor:
  - montări și demontări panouri publicitare, firme luminoase, bannere;
  - montări ghirlande și decorațiuni luminoase;
  - inscripționări, clădiri și structuri industriale, silozuri;
  - realizări sigle.
- alte servicii
  - tăieri și toaletări de arbori;
  - salvări animale;
  - inspecții foto și video în locuri greu accesibile.

## Tehnica de lucru
Tehnica și echipamentul de lucru au fost preluate de la activități ca escalada și speologia.
Principala diferență constă în faptul că alpiniștii utilitari folosesc câte două corzi legate în puncte independente:
- coarda de lucru: susține greutatea lucrătorului și este dotată cu echipament care permite deplasarea în ambele sensuri (sus-jos);
- coarda de siguranță: este folosită numai în cazuri de urgențe (când coarda de lucru se deteriorează); este prevăzută cu un dispozitiv care previne alunecarea în jos.

## Măsuri de siguranța muncii
Alpiniștii utilitari sunt instruiți și verificați periodic privind echipamentul, tehnica folosită și acordarea primului ajutor.
Aceeași strictețe se adresează și verificării și întreținerii echipamentului utilizat.
Organismul internațional care certifică alpiniștii utilitari este Industrial Rope Access Trade Association (IRATA).
Tot din motive de siguranță, o echipă de lucru este formată din cel puțin doi alpiniști și acesta pentru asigurarea supravegherii și verificării reciproce.